# Kapetan bojnog broda
Kapetan bojnog broda en français : « capitaine de navire de guerre » est un grade militaire utilisé par la Hrvatska ratna mornarica, la marine de guerre croate.

## Description
Selon les classifications de l'OTAN, il s'agit d'un grade OF-5, soit l'équivalent du capitaine de vaisseau dans certaines marines francophones ou du captain dans certaines marines anglophones. 
Hiérarchiquement, dans la marine croate, il est le supérieur du kapetan fregate et le subordonné du komodor.